# St. Bonifatius (Leinefelde)

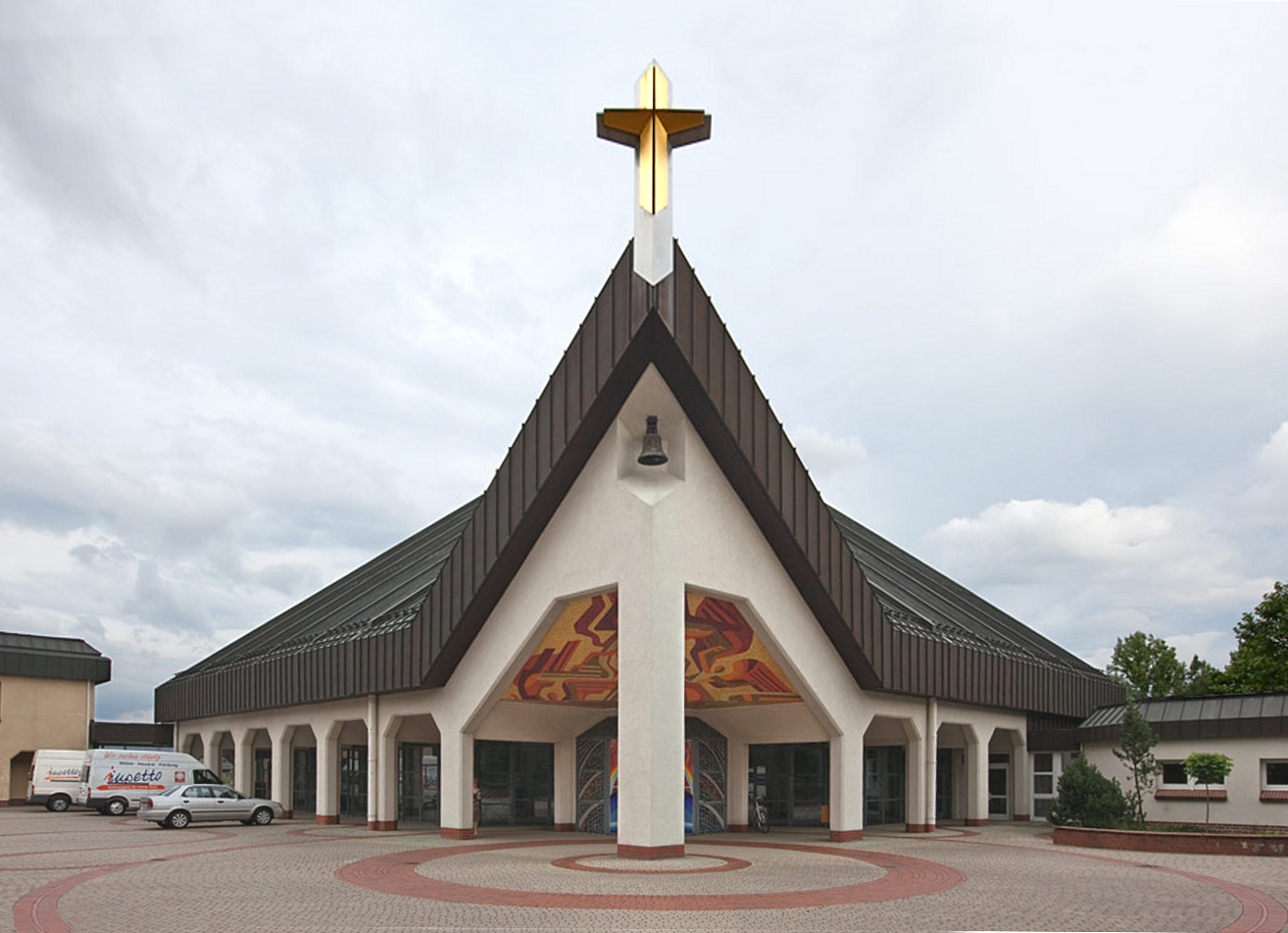
St. Bonifatius Leinefelde (2009)

Die römisch-katholische Filialkirche St. Bonifatius steht in Leinefelde im thüringischen Landkreis Eichsfeld. Sie ist die Filialkirche der Pfarrei St. Maria Magdalena Leinefelde im Dekanat Leinefelde-Worbis des Bistums Erfurt. Sie trägt das Patrozinium des heiligen Bonifatius.
Sie wurde als letztes Gotteshaus eines Kirchenbauprogramms in der DDR im Jahr 1993 vollendet.

## Geschichte
Die Bonifatiuskirche steht in der sogenannten „Südstadt“, dem Neubaugebiet aus DDR-Zeit in Leinefelde, das ab den 1960er Jahren entstand, als das frühere Dorf zum zentralen Standort der DDR-Textil- und Zementindustrie ausgebaut wurde. Mitten im DDR-Neubaugebiet wurde ein Zentrum für katholische Christen errichtet, bestehend aus Kirche, Pfarrhaus und Gemeindehaus – ein lange Zeit nicht zu verwirklichendes Anliegen. Ende der 1980er Jahre lebten in Leinefelde etwa 8400 Katholiken bei einer Einwohnerzahl von rund 16.000 – ein mit mehr als 50 Prozent katholischer Zugehörigkeit für die DDR außergewöhnlich hoher Wert und zugleich ein Merkmal für das Eichsfeld.
Die Grundsteinlegung war im Jahr 1988 und am 9. Oktober 1993 weihte Joachim Wanke die Kirche. Bereits 1996 wurde sie unter Denkmalschutz gestellt.
Leinefeldes Katholiken wählten den heiligen Bonifatius zum Patron der Kirche.

## Architektur und Ausstattung
Die Kirche ist ein Zentralbau über einem unregelmäßig vieleckigen Grundriss mit unterschiedlichen Seitenlängen, mit einer zeltartigen Bedachung und einer in den Bau einbezogenen offenen Vorhalle. Die Architektur der Kirche entwarf der Leiter des Bischöflichen Bauamtes Erfurt Wolfgang Lukassek. Die Kirche hat keinen Glockenturm, sondern lediglich eine kleine Glocke in einer Nische des Vorhallendachs. Die Vorhalle ist mit einem Kreuz bekrönt.
Für die künstlerische Gestaltung der Fenster und Malereien wurde der Künstler Christof Grüger engagiert. In der Vorhalle öffnet sich das verglaste Hauptportal der Kirche mit der Darstellung eines Regenbogens. Das farbige Mosaik der Sopraporte, der Bekrönung des Portals, stellt drei Engelfiguren dar; ebenso wie der Regenbogen (Offb 10,1 ) sind es Verknüpfungen zur Offenbarung des Johannes (Offb 14,9–11 ). Markant ist das große Rosettenfenster an der Altarseite der Kirche, das sich ebenfalls in diese ikonographische Gestaltung einfügt. Es zeigt das Himmlische Jerusalem mit dem Lamm Gottes in der Mitte (Offb 21,1–2 ). Grüger hat die zwölf Stadttore Jerusalems so gestaltet, dass sie sich plastisch von der Wand abheben. Das gläserne Kreuz wurde erst 2006 in die Altarwand, ein wenig aus der Mittelachse nach rechts verschoben, angebracht. Die besondere diaphane beziehungsweise durchscheinende Wirkung des Kreuzes wird durch eine komplizierte Installation von gläsernen Lamellen erzeugt.  Dargestellt ist Christus am Kreuz. Er ist mit einer Tunika bekleidet, die fünf Wundmale sind farblich hervorgehoben.
Die Rosette aus weißem Kristallglas an der gegenüberliegenden Wand erinnert an das Labyrinth aus der Basilika Saint-Quentin in Frankreich.
Thema des bleiverglasten westlichen Altarraumfensters sind die Engelshierarchien: Über drei Ebenen sind in neun Fensterbahnen Engelshierarchien mit Erzengel, Cherubim und Seraphim dargestellt. Thema der gegenüberliegenden Fenster ist die Doppelhelix des Menschen.
Die Glaswand unter der Orgelempore enthält skizzenhafte Bilder des Kreuzwegs. Das Glas ist durch ein Netz aus horizontal und vertikal angeordneten Stäben gegliedert. In dieses Raster fügen sich die Bilder des Kreuzwegs aus Schwarzlotmalerei und Sandstrahlentechniken ein.

## Orgel
Die Orgel von St. Bonifatius wurde 1985 ursprünglich als Konzertorgel für die Dresdner Semperoper neu gebaut, jedoch schon 1993 aus Platzgründen aus ihr wieder entfernt und eingelagert. Jehmlich Orgelbau passte die Orgel 1999 als sein Opus 1136 für die Kirche in Leinefelde an. Sie hat 28 Register auf zwei Manualen und Pedal, Schleifladen sowie mechanische Spiel- und Registertrakturen. Beide Manualwerke sind schwellbar. Die Orgel erhielt für den Einbau in St. Bonifatius ein neues, zum Raum passendes Gehäuse und neue Pedaltrakturen, da die Anordnung der Pedalwindladen, wie sie in der Semperoper bestand, geändert werden musste.